# Partit Nova Reforma (Corea del Sud)
El Partit Nova Reforma (PNR; en coreà: 개혁신당) és un partit de Corea del Sud impulsat pel polític Lee Jun-seok, que havia estat president del Partit del Poder Popular fins a la seva destitució. Tot i que es va fundar com a partit conservador, diverses integracions de partits minoritaris provinents del Partit Democràtic i del Partit de la Justícia l'han transformat en un partit d'arreplega.

## Història
El partit es va formar el 20 de gener de 2024 amb la intenció de generar una tercera força en el panorama polític de Corea, obrint-se a la possibilitat de formar coalicions amb altres organitzacions amb aquest objectiu. El seu fundador i líder inicial era Lee Jun-seok, polític conservador que havia estat president del Partit del Poder Popular fins a la seva destitució per oposar-se a l'increment de poder i deriva del President Yoon Suk-yeol.
El carisma de Lee Jun-seok i les oportunitats que obria la nova formació van possibilitar l'entesa amb altres organitzacions minoritàries com Esperança de Corea, escissió del PD, o sectors provinents del Partit de la Justícia i del Partit Bareunmirae. Tanmateix, es va anunciar un acord per fusionar-se amb el Partit Nou Futur, una altra escissió del PD impulsada per l'ex-Primer Ministre Lee Nak-yon, però pocs dies després el PNF anunciaria la seva retirada de l'acord.

## Resultats electorals

### Eleccions legislatives
| Any  | Líder        | Circum. | Circum. | Circum. | Circum. | Llista    | Llista | Llista | Llista | Escons  | Escons | Pos. | Govern   |
| Any  | Líder        | Vots    | %       | Escons  | +/-     | Vots      | %      | Escons | +/-    | No.     | +/–    | Pos. | Govern   |
| ---- | ------------ | ------- | ------- | ------- | ------- | --------- | ------ | ------ | ------ | ------- | ------ | ---- | -------- |
| 2024 | Lee Jun-seok | 195,147 | 0.68    | Nou     | 1 / 254 | 1,025,775 | 3.62   | Nou    | 2 / 46 | 3 / 300 | Nou    | 4t   | Oposició |